# Phthonandria cuneilinearia
Phthonandria cuneilinearia là một loài bướm đêm trong họ Geometridae.